# Truckee River
Der Truckee River [trʌkiː ˈɹɪvɚ] ist ein im westlichsten Teil des Großen Beckens gelegener 225 km langer Fluss im Norden von Kalifornien und Nevada. Er entwässert einen Teil der hohen Sierra Nevada. Der relativ wasserreiche Fluss entspringt südlich des Lake Tahoe und entleert sich in den abflusslosen Pyramid Lake. Das Wasser des Flusses ist am Oberlauf klar, wird aber schlammiger, sobald er an Reno vorbeifließt.

## Lauf
Der Fluss entspringt als Upper Truckee River in den Bergen südlich des Lake Tahoe an der Grenze der beiden US-Bundesstaaten Kalifornien und Nevada, in den er an dessen südlichem Ende mündet. Er verlässt den See im Nordwesten bei Tahoe City und folgt bis Truckee einer nordwestlichen Richtung, bevor er scharf in Richtung Osten abknickt und nach Nevada fließt. Er passiert Reno und Sparks und das nördliche Ende der Carson Range. In Fernley ändert sich seine Richtung nach Norden und er fließt am östlichen Rand der Pah Rah Range entlang, bevor er im Washoe County an dessen südlichem Ende in den Pyramid Lake mündet.

## Bedeutung für die Besiedlung des Westens
In der Nachfolge des Kalifornischen Goldrauschs verliefen mehrere Varianten der Siedler-Route California Trail teilweise am Fluss entlang und hinauf in die Sierra Nevada. Bedeutend waren der Beckwourth Trail, der beim heutigen Reno, Nevada nach Nordwesten vom Fluss abzweigte, und die Route über den Donner Pass, auf der noch heute der Interstate Highway I-80 verläuft.